# 双庆乡
双庆乡，是中华人民共和国四川省南充市仪陇县曾经下辖的一个乡。2019年9月，撤销碧泉乡和双庆乡，将其所属行政区域划归日兴镇管辖。

## 行政区划
双庆乡撤销前下辖以下地区：
金子村、席家村、高桥村、踏水村、石岩村、向家村、大堰村、太平村、木梳村和桐麻村。